# Pomatoschistus canestrinii
Pomatoschistus canestrinii е вид лъчеперка от семейство Попчеви (Gobiidae).

## Разпространение
Видът е разпространен в Босна и Херцеговина, Италия, Словения и Хърватия.